# Rauhalinna
Rauhalinna (Castello di Pace) è il nome di una villa in legno e in stile moresco, situata nel paese finlandese di Lehtiniemi, 16 km a nord di Savonlinna, adagiata su un lago (ci sono anche caffè, un ristorante e una sala banchetti).

## Storia
La villa fu costruita nel 1900 per volontà di Nils Weckman, un ufficiale dell'esercito zarista, come regalo per la moglie in occasione di un anniversario di matrimonio.
Caratterizzata da intricate decorazioni lignee a graticcio che sono un esempio architettonico di carpenteria, in particolare dell'influenza stilistica russa in Finlandia.